# 羽斑管巢蛛
羽斑管巢蛛（学名：Clubiona jucunda），又名羽斑袋蛛，为管巢蛛科管巢蛛属的动物。分布于日本、朝鲜、台湾岛以及中国大陆的吉林、黑龙江、湖北、湖南、江苏、北京、广东、广西等地。该物种的模式产地在日本。